# Thom-Raum
Der Thom-Raum oder Thom-Komplex, benannt nach René Thom, ist in der algebraischen Topologie und Differentialtopologie ein einem Vektorbündel zugeordneter topologischer Raum. 

## Konstruktion des Thom-Raums
Ein k-dimensionales reelles Vektorbündel {\displaystyle E} über einem parakompakten Raum {\displaystyle B} sei durch
{\displaystyle p\colon E\to B}
gegeben. Dann ist für jeden Punkt {\displaystyle b} der Basis {\displaystyle B} die Faser {\displaystyle F_{b}} des Vektorbündels ein k-dimensionaler reeller Vektorraum. Ein zugehöriges Sphärenbündel {\displaystyle \operatorname {Sph} (E)\to B} kann durch separate Einpunktkompaktifizierung jeder Faser gebildet werden. Aus dem Bündel {\displaystyle \operatorname {Sph} (E)} erhält man den Thom-Komplex {\displaystyle T(E)} indem alle neu hinzugefügten Punkte mit dem Punkt {\displaystyle \infty } identifiziert werden, dem Basispunkt von {\displaystyle T(E)}.

## Thom-Isomorphismus
Die Bedeutung des Thom-Raums ergibt sich aus dem Satz über den Thom-Isomorphismus aus der Theorie der Faserbündel (hier mittels {\displaystyle \mathbb {Z} _{2}}-Kohomologie formuliert, um Komplikationen aus Orientierbarkeitsfragen zu vermeiden). 
Mit {\displaystyle p\colon E\to B} wird wie im vorigen Abschnitt ein reelles Vektorbündel bezeichnet. Dann gibt es einen Isomorphismus, den Thom-Isomorphismus
{\displaystyle \Phi \colon {H}^{i}(B;\mathbf {Z} _{2})\to {\tilde {H}}^{i+k}(T(E);\mathbf {Z} _{2})},
für alle {\displaystyle i\geq 0}, wobei die rechte Seite die reduzierte Kohomologie ist.
Der Isomorphismus lässt sich geometrisch als Integration über die Fasern interpretieren. Im Spezialfall eines trivialen Bündels ist {\displaystyle T(E)=S^{k}B_{+}} die {\displaystyle k}-fache Einhängung der Basis und der Thom-Isomorphismus folgt aus dem Einhängungs-Isomorphismus {\displaystyle {\tilde {H}}^{i}(B)=H^{i+1}(SB)}. Der Thom-Isomorphismus gilt auch für verallgemeinerte Kohomologietheorien.
Der Satz wurde von René Thom in seiner Dissertation 1952 bewiesen.

## Thom-Klasse
Thom gab auch eine explizite Konstruktion des Thom-Isomorphismus. Dieser bildet das neutrale Element von  {\displaystyle H^{*}(B)} auf eine Klasse {\displaystyle U} in der {\displaystyle k}-ten Kohomologiegruppe des Thom-Raumes ab, die Thom-Klasse. Damit kann man für eine Kohomologieklasse {\displaystyle b} in der Kohomologie des Basisraums den Isomorphismus über den Rückzug der Bündel-Projektion und das kohomologische Cup-Produkt berechnen:  
{\displaystyle \Phi (b)=p^{*}(b)\smile U.}
Thom zeigte in seiner Arbeit von 1954 weiter, dass die Thom-Klasse, die Stiefel-Whitney-Klassen und die Steenrod-Operationen miteinander verbunden sind. Weiter zeigte er, dass die Kobordismengruppen als Homotopiegruppen bestimmter Räume {\displaystyle MSO(n)} berechnet werden können, die selbst als Thom-Räume konstruiert werden können. Sie bilden im Sinne der Homotopietheorie ein Spektrum {\displaystyle MSO}, genannt Thom-Spektrum. Das war ein wichtiger Schritt zur modernen stabilen Homotopietheorie. 
Falls Steenrod-Operationen definiert werden können, kann man mit ihnen und dem Thom-Isomorphismus Stiefel-Whitney-Klassen konstruieren. Nach Definition sind die Steenrod-Operationen (mod 2) natürliche Transformationen
{\displaystyle Sq^{i}\colon H^{m}(-;\mathbf {Z} _{2})\to H^{m+i}(-;\mathbf {Z} _{2})},
definiert für alle natürlichen Zahlen {\displaystyle m}. Falls {\displaystyle i=m} ist, stimmt Sqi mit dem Quadrat des Cup überein. Die {\displaystyle i}-ten Stiefel-Whitney-Klassen {\displaystyle w_{i}(p)} des Vektorbündels {\displaystyle p\colon E\to B} sind dann gegeben durch:
{\displaystyle w_{i}(p)=\Phi ^{-1}(Sq^{i}(\Phi (1)))=\Phi ^{-1}(Sq^{i}(U)).\,}